# Bellevue Chapel
Pour les articles homonymes, voir Bellevue.
Bellevue Chapel est une église située sur Rodney Street à Édimbourg, en Écosse .

## Histoire
La chapelle Bellevue a été fondée en 1880.